# خوسيه أنخيل
خوسيه أنخيل (بالإسبانية: José Ángel Jurado de la Torre)‏ هو لاعب كرة قدم إسباني في مركز الوسط، ولد في 21 يونيو 1992 في إشبيلية في إسبانيا. لعب مع ريال بيتيس ونادي ألميريا ونادي ميرانديس.

## وصلات خارجية
- خوسيه أنخيل على موقع قاعدة بيانات كرة القدم.إي يو (الإنجليزية)
- خوسيه أنخيل على موقع Soccerbase.com (لاعب) (الإنجليزية)
- خوسيه أنخيل على موقع Soccerway.com (الإنجليزية)
- خوسيه أنخيل على موقع AS.com (الإسبانية)